# Dictyamoeba vorax
Dictyamoeba, Dictyamoebidae
Famille
Genre
Espèce
Dictyamoeba vorax, unique représentant du genre  Dictyamoeba et de la famille des Dictyamoebidae, est une espèce d'Amibozoaires de la classe des Variosea et de l'ordre des Phalansteriida. 

## Étymologie
Le nom de genre Dictyamoeba est formé du préfixe dicty- « filet, réseau », et du αμοιβη / amoibē, « transformation », par allusion aux Amoebozoa, littéralement « amibe en réseau », en référence à la structure de cette amibe. 

## Description
Dictyamoeba est une amibe nue multinucléée, très ramifiée et réticulée, portant des pseudopodes fins, pointus et parfois ramifiés. Les trophozoïtes se déplacent trop lentement pour être observés en microscopie optique. Le corps cellulaire principal est multiramifié et anastomosé, même dans sa forme la plus simple, et peut se développer en réseaux gigantesques (jusqu'à plusieurs millimètres) avec des segments entrecroisés de largeur variable et de nombreuses zones de ramifications terminales. De nombreux pseudopodes fins sont concentrés principalement à l'extrémité des branches latérales et terminales, en particulier dans les réseaux complexes, mais peuvent se former n'importe où autour du corps cellulaire dans les formes plus simples. De nombreuses vacuoles contractiles sont observées partout dans le réseau, mais plus fréquemment aux intersections des branches principales. Le mouvement des cellules entières est trop lent pour être directement observable. Ses kystes sont de tailles et de formes variées, les plus simples étant arrondis, les plus grands de forme irrégulière.
L'espèce Dictyamoeba vorax a une taille comprise entre 30 et 300 µm chez les jeunes trophozoïtes. Elle se nourrit de bactéries et de levures. Elle peut survivre avec des bactéries seules, mais conserve alors une forme relativement simple et une taille moyenne. Elle se développe en un gigantesque réseau en présence de levures, qui sont consommées très rapidement ; dans ce cas, les levures ont tendance à s'accumuler en amas aux nœuds du réseau avant d'être consommées. Une fois toute la nourriture consommée, le réseau entier se contracte simultanément en différentes zones, entraînant la formation de très nombreux kystes de toutes tailles et formes possibles, dont la position reflète la disposition initiale du réseau.

## Habitat
L'espèce Dictyamoeba vorax vit dans le sol ; elle a été découverte dans des échantillons de sol de jardin avec mousses et lichens, au Pays de Galles (Royaume-Uni).

## Systématique
Le nom valide de ce taxon est Dictyamoeba vorax Geisen (d), Bass (d) & Berney (d) in Berney et al., 2015.

## Publications originales
- Famille des Dictyamoebidae :
  - (en) T. Cavalier-Smith, E. E. Chao et R. Lewis, « 187-gene phylogeny of protozoan phylum Amoebozoa reveals a new class (Cutosea) of deep-branching, ultrastructurally unique, enveloped marine Lobosa and clarifies amoeba evolution », Molecular Phylogenetics and Evolution, 2016, vol. 99, p. 275-296 (lire en ligne).
- Espèce et genre Dictyamoeba vorax :
  - (en) Cédric Berney, Stefan Geisen, Jeroen Van Wichelen, Frank Nitsche, Pieter Vanormelingen, Michael Bonkowski et David Bass, « Expansion of the 'Reticulosphere': Diversity of Novel Branching and Network-forming Amoebae Helps to Define Variosea (Amoebozoa) », Protist, Elsevier, vol. 166, no 2,‎ 20 avril 2015, p. 271-295 (ISSN 1434-4610 et 1618-0941, PMID 25965302, DOI 10.1016/J.PROTIS.2015.04.001).